# Lung Yeuk Tau

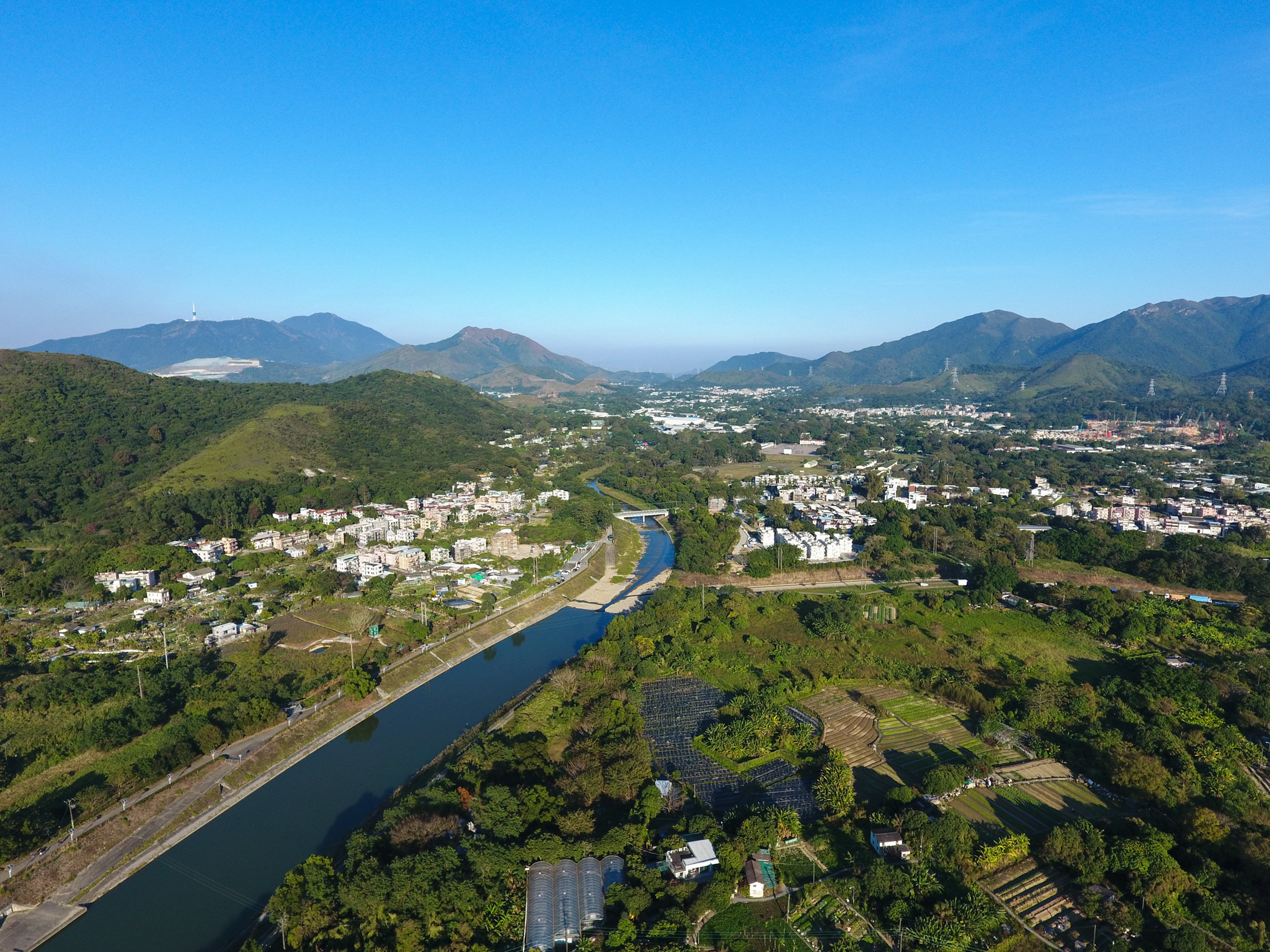
Vue de Lung Yeuk Tau et de la.

Lung Yeuk Tau (龍躍頭), couramment appelé Lung Ku Tau mais également Lung Ling (« Montagne du Dragon ») est une région de Hong Kong située au nord-est de Luen Wo Hui à Fanling dans les Nouveaux Territoires.

## Villages
Lung Yeuk Tau abrite 5 wais (villages fortifiés) et 6 tsuens (villages) (五圍六村) du clan Tang (en)

Les « 5 wais » (五圍) sont :
- Lo Wai (en) (老圍)
- Ma Wat Wai (en) (麻笏圍)
- San Wai (en) (新圍), aussi appelé Kun Lung Wai (覲龍圍)
- Tung Kok Wai (en) (東閣圍), aussi appelé Ling Kok Wai (嶺角圍)
- Wing Ning Wai (en) (永寧圍)

Les « 6 tsuens » (六村) sont :
- Kun Lung Tsuen (覲龍村)
- Ma Wat Tsuen (麻笏村)
- San Uk Tsuen (新屋村)
- Siu Hang Tsuen (en) (小坑村)
- Tsz Tong Tsuen (en) (祠堂村)[3]
- Wing Ning Tsuen (永寧村), aussi appelé Tai Tang (大廳)

## Sentier du patrimoine
La région abrite plusieurs monuments déclarés et villages fortifiés. Le sentier du patrimoine de Lung Yeuk Tau a été créé pour promouvoir et faciliter la visite de certains de ces lieux historiques qui sont :
| Nom                                                              | Image | Notes | Coordonnées/Références        |
| ---------------------------------------------------------------- | ----- | --- | ----------------------------- |
| Siu Hang Tsuen (en) (小坑村)                                     |       | | 22° 30′ 34″ N, 114° 08′ 50″ E |
| San Wai (en) (新圍) aussi appelé Kun Lung Wai (覲龍圍)           |       | Village fortifié. La tour d'entrée de Kun Lung, les murs d'enceinte et les tours de guet de coin de Kun Lung Wai sont classés monuments déclarés,/ | 22° 30′ 26″ N, 114° 08′ 54″ E |
| École Sin Shut (善述書室) à San Uk Tsuen (新屋村)                |       | Bâtiment historique de rang II | 22° 30′ 16″ N, 114° 08′ 55″ E |
| Wing Ning Wai (en) (永寧圍)                                      |       | Village fortifié. | 22° 30′ 06″ N, 114° 09′ 01″ E |
| Wing Ning Tsuen (永寧村)                                         |       | | 22° 30′ 04″ N, 114° 09′ 03″ E |
| Tung Kok Wai (en) (東閣圍) aussi appelé Ling Kok Wai (嶺角圍)    |       | Village fortifié, classé bâtiment historique de rang I.                                                                                            | 22° 30′ 02″ N, 114° 09′ 13″ E |
| Salle des ancêtres de Tang Chung Ling (en) (松嶺鄧公祠)          |       | Monument déclaré, | 22° 29′ 52″ N, 114° 09′ 10″ E |
| Tin Hau Kung (天后宮)                                            |       | Temple de Tin Hau. Monument déclaré,. Il est situé à côté de la salle des ancêtres de Tang Chung Ling.                                             | 22° 29′ 51″ N, 114° 09′ 10″ E |
| Lo Wai (en) (老圍)                                               |       | Village fortifié. La tour d'entrée et les murs d'enceinte de Lo Wai sont classés monuments déclarés,.                                              | 22° 29′ 52″ N, 114° 09′ 07″ E |
| Ma Wat Wai (en) (麻笏圍)                                         |       | Village fortifié. La tour d'entrée de Ma Wat Wai est classée monument déclaré,.                                                                    | 22° 29′ 56″ N, 114° 09′ 00″ E |
| Shek Lo (石廬)                                                   |       | Bâtiment historique de rang II | 22° 29′ 51″ N, 114° 08′ 59″ E |
| Église Tsung Kyam (崇謙堂)                                       |       | Bâtiment historique de rang III. Situé au 20 Shung Him Tong Tsuen (en).                                                                            | 22° 29′ 49″ N, 114° 08′ 56″ E |
| Tablettes de pierre pour éloigner les mauvais esprits (擋煞碑石) |       | | [ 24 ]                        |
| Sanctuaires du Dieu du sol                                       |       | | [ 24 ]                        |